# شموئيل رودينسكي
شموئيل رودينسكي (بالعبرية: שמואל רודנסקי‏) (10 ديسمبر 1902  - 16 يوليو 1989 ) كان ممثلًا إسرائيليًا روسي المولد امتدت مسيرته المسرحية والسينمائية والتلفزيونية في إسرائيل وألمانيا الغربية حوالي ستة عقود.
هاجر إلى فلسطين عام 1924 ودرس الدراما في مسرح أرض إسرائيل في تل أبيب. مثل مع العديد من الفرق المسرحية بين عامي 1928 و1948، ثم انضم إلى مسرح هبيما عام 1949 وأصبح أحد الممثلين الرئيسيين فيه. وكان يُعرف باسم " لورنس أوليفييه الإسرائيلي".
وفي عام 1968، سافر رودينسكي إلى هامبورغ للانضمام إلى طاقم عمل النسخة الألمانية لمسرحية عازف كمان على السطح Fiddler on the Roof (بعنوان أناتيكفا Anatevka)، حيث لعب شخصية تيفي اللبان الشخصية الرئيسية. وقام بهذا الدور أكثر من 1400 مرة في جميع أنحاء ألمانيا الغربية وسويسرا.
وتشمل أدواره السينمائية البارزة دور البطولة في الفيلم الإسرائيلي عام 1968 تيفي وبناته السبع،  ودور سيمون فيزنثال في الفيلم الأنجلو-ألماني عام 1974 ملف أوديسا، وجيثرو في المسلسل التلفزيوني موسى المشرع من إنتاج هيئة الإذاعة البريطانية عام 1974.
حصل على العديد من الأوسمة في كل من إسرائيل وألمانيا الغربية، بما في ذلك وسام الخدمة الفيدرالية من جمهورية ألمانيا الاتحادية وجائزة إسرائيل.

## أوائل حياته
ولد شموئيل رودينسكي في سمورغون في الإمبراطورية الروسية  في عام 1902.  هرب خلال الحرب العالمية الأولى إلى أوكرانيا، لكنه طرد من البلاد خلال الثورة الروسية. ثم سافر إلى بولندا، ودخل هامبورغ بألمانيا بجواز سفر بولندي مزور، وهاجر أخيرًا إلى فلسطين عام 1924.

## عمله في المسرح

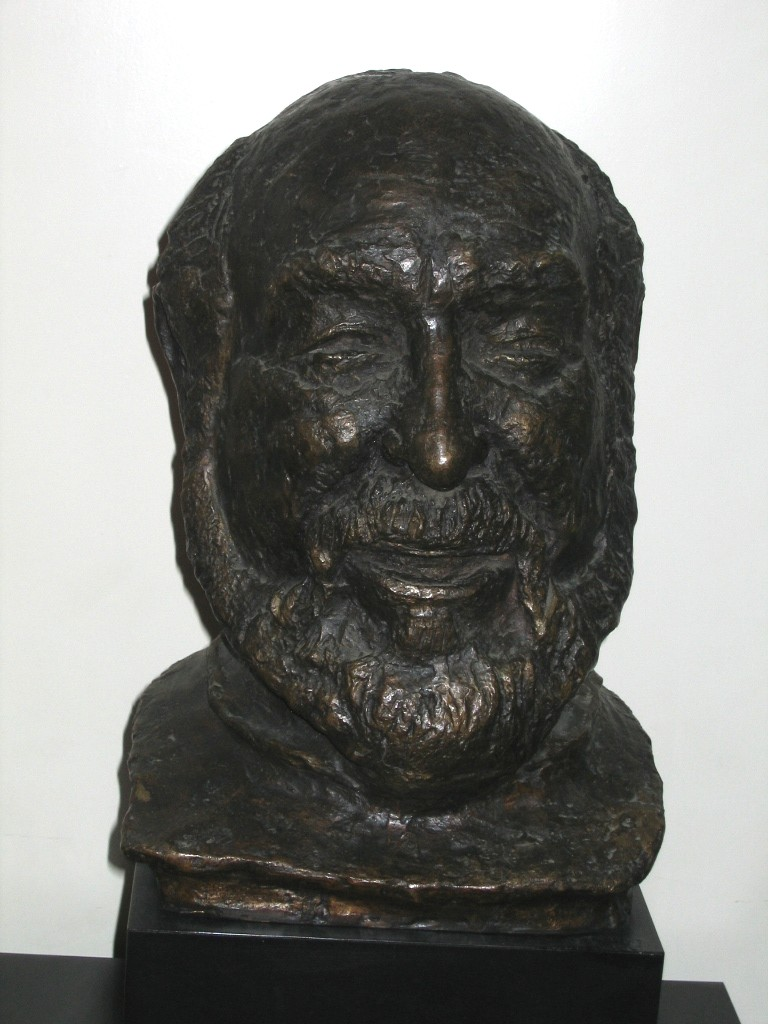
تمثال نصفي لشموئيل رودينسكي في مسرح هابيما

في سنواته الأولى في فلسطين ، كان رودينسكي يعمل في تجفيف المستنقعات والعمل الميداني والبناء. درس في استوديو الدراما في مسرح أرض إسرائيل في تل أبيب وقدم عروضًا مع عدد من الفرق المسرحية بين عامي 1928 و1948، بما في ذلك مسرح أرض إسرائيل، وهاكومكوم (الغلاية)، وحاماتات (المكنسة). في عام 1949 استجاب لإعلان في إحدى الصحف يبحث عن فنانين جدد في مسرح هابيما في تل أبيب وأصبح أحد الممثلين الرئيسيين في ذلك المسرح.  وكان يُعرف باسم " لورنس أوليفييه الإسرائيلي". 
على مسرح هابيما أدى رودينسكي مجموعة واسعة من الأدوار الدرامية،  بما في ذلك دور ياغو في عطيل والكاردينال في النائب. كما قام أيضًا بالأداء الساخر كما في مسرحية افرايم كيشون اليديشبيل عام 1953.
كون رودينسكي العديد من الشراكات الفنية. فقام هو وممثل آخر من مسرح هابيما يُدعى شموئيل سيغال، بإنشاء فريق كوميدي ناطق باللغة اليديشية يُدعى The Shmuliks (الشموئيلون). وانضم إليهم لاحقًا ممثل هابيما الثالث، شموئيل أتزمون. وقام الثلاثة شموليك بأداء عروضهم في إسرائيل وخارجها. في عام 1985 كان الثلاثي جزءًا من الوفد الإسرائيلي المكون من ممثلين وكتاب وشخصيات عامة دعته الحكومة البولندية للاحتفال بالذكرى الخامسة والثلاثين لمسرح الدولة اليديشية في وارسو. ومع سيغال وممثل آخر من قبيلة هابيما يُدعى غولدنبرغ، كان رودينسكي أيضًا عضوًا في "الناس الصغيرة"، وهو ثلاثي باللغة اليديشية يؤدي قراءات درامية لأعمال شالوم أليخيم. وشكل رودينسكي ثلاثيًا ساخرًا ثالثًا مع جاكوب تيمين وإستير غاميليليت من فرقة حاماتات (مسرح المكنسة).

### تيفي اللبان
في عام 1965 حل رودينسكي محل بومبا تسور في دور تيفي اللبان في السنة الثانية من الإنتاج الإسرائيلي للمسرحية الموسيقية عازف الكمان على السطح، التي أقيمت في مسرح غوديك.  أدى رودينسكي هذا الدور في 350 عرضًا في إسرائيل.  وخلال غياب لمدة 10 أسابيع بسبب المرض، تم استبداله بحاييم توبول، لتبدأ مسيرة توبول المسرحية في دور تيفي على المسرح والشاشة. عمل رودينسكي لفترة وجيزة في مسرحية موسيقية باللغة اليديشية والتي لم تكن ناجحة مثل إنتاج اللغة العبرية. أعاد رودينسكي تمثيل دور تيفي على الشاشة في الفيلم الإسرائيلي عام 1968 تيفي وبناته السبع. 
في عام 1968 سافر رودينسكي إلى هامبورغ للانضمام إلى الإنتاج اللغة الألمانية لمسرحية عازف الكمان على السطح، بعنوان أناتيكفا Anatevka، والذي تم عرضه لأول مرة في الأول من فبراير  أصبح رودينسكي مشهورًا في جميع أنحاء ألمانيا الغربية لأداءه شخصية تيفي، حيث أدى الدور أكثر من 1400 مرة.
في 4 سبتمبر 1972، في الليلة التي سبقت تسلل مجموعة إرهابية فلسطينية إلى مقر الرياضيين الأولمبيين الإسرائيليين خلال دورة الألعاب الأولمبية الصيفية لعام 1972 في ميونيخ، حضر الفريق الإسرائيلي عرضًا باللغة الألمانية لمسرحية عازف الكمان على السطح في المسرح الألماني في ميونيخ، وكان رودينسكي الممثل الرئيسي. وتلقى الإسرائيليون أكوابًا من النبيذ أثناء الاستراحة والتقطوا الصور مع رودينسكي. 
آخر مسرحية مثل فيها رودينسكي كانت "العمود الفقري" والتي عرضت لأول مرة في 10 يناير 1988 على مسرح هابيما، حيث لعب دور الدكتور ويلي. واستمر العرض لسبعة عروض فقط ثم أغلق احتراماً لمرض رودينسكي. وتوفي رودينسكي في العام التالي.

## السينما والتلفزيون
ظهر رودينسكي لأول مرة على الشاشة في الفيلم الإسرائيلي Zot Hi Ha'aretz (هذه هي الأرض) عام 1935.  ومثل دو ريب بنحاس في الفيلم الإسرائيلي "صانع الثقاب الطائر" والذي كان الفيلم الإسرائيلي المرشح لجائزة الأوسكار لأفضل فيلم بلغة أجنبية عام 1966.
وشملت الأدوار البارزة الأخرى دور تيفي في الفيلم الإسرائيلي "تيفي وبناته السبع" عام 1968.  ودورسيمون فيزنثال في الفيلم الأنجلو-ألماني عام 1974 ملف أوديسا ، ودور جثرو في المسلسل التلفزيوني موسى المشرع في البي بي سي. وظهر رودينسكي في أدوار سينمائية وتلفزيونية أخرى في ألمانيا الغربية وسويسرا.  

## الأوسمة والجوائز
حصل Rodensky على العديد من الأوسمة والجوائز في إسرائيل وألمانيا الغربية.
في عام 1983 حصل على وسام الخدمة الفيدرالية من جمهورية ألمانيا الاتحادية،  وجائزة رودولف كوسترماير في تل أبيب، وهذه الأخيرة اعترافًا بمساهمته في "تفسير الثقافة الإسرائيلية في ألمانيا الغربية".
حصل رودينسكي على لقب مواطن تل أبيب الجدير في عام 1982. حصل على جائزة إسرائيل للإنجازات مدى الحياة عام 1983 وجائزة ماير مارغاليت عام 1984.
أشاد به الرئيس الألماني غوستاف هاينيمان ووصفه بأنه "أعظم سفير إسرائيلي للسلام".

## حياته العائلية

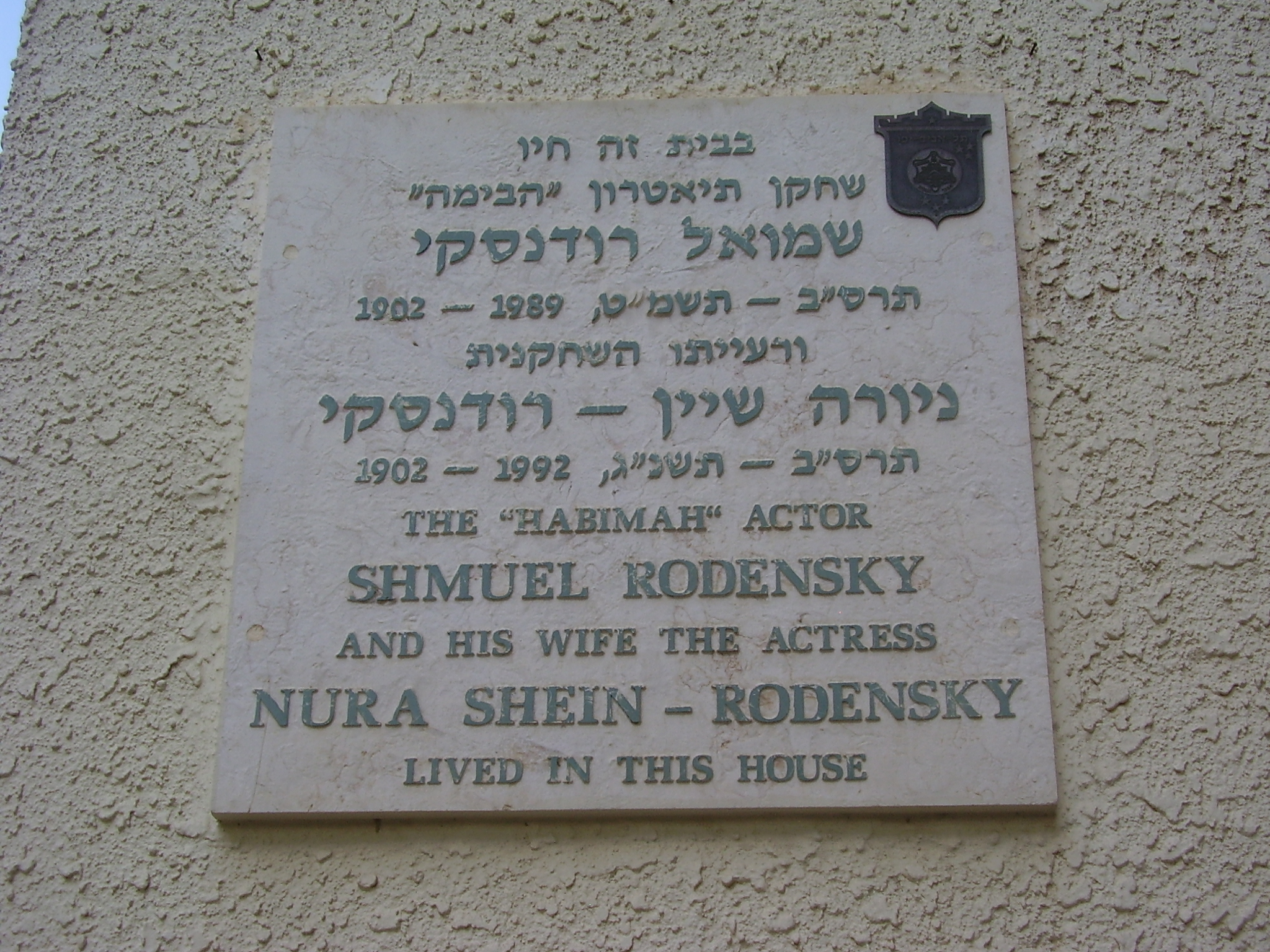
لوحة خارج المنزل الذي عاش فيه رودينسكي وزوجته في تل أبيب

التقى رودينسكي بزوجته الممثلة المسرحية رايا نورا شين، عندما كانا يدرسان في مسرح أرض إسرائيل. وتزوجا عام 1928.
توفي بنوبة قلبية في تل أبيب في 16 يوليو 1989. ورغم شهرته مات فقيرا.
في 2001-2002 قامت بلدية تل أبيب بإلصاق لوحة تذكارية على منزل رودينسكي في 1 شارع راشيل كجزء من جهودها لتكريم الفنانين والمثقفين الذين أقاموا في المدينة.

## فيلموغرافيا
| سنة  | عنوان                                    | دور           | ملحوظات                  |
| ---- | ---------------------------------------- | ------------- | ------------------------ |
| 1935 | زوت هاي هآرتس (هذه هي الأرض)             |               |                          |
| 1956 | معاسة بيمونيت (تاكسي تل أبيب)            | رئيس          |                          |
| 1963 | راك بليرة (جنيه للقطعة)                  |               |                          |
| 1964 | صلاح الشباتي                             |               |                          |
| 1964 | هإتمول شيل ماهر (غداً أمس)                |               |                          |
| 1965 | مستحيل يوم السبت                         |               |                          |
| 1965 | سبت همالكا (ملكة السبت)                  |               |                          |
| 1966 | شني كوني ليميل (الخاطبة الطائرة)         | ريب بنحاس     |                          |
| 1968 | توفيا فيشيفا بنوتاف (تيفي وبناته السبعة) | تيفي          |                          |
| 1970 | هينتجي – صديقي المفضل                    | الجوشا        |                          |
| 1971 | كاتز فكاراسو (كاتز وكاراسو)              | شموئيل كاتز   |                          |
| 1973 | العقرب                                   | لانج          |                          |
| 1973 | ليبيرو                                   | نفسه          |                          |
| 1974 | ملف أوديسا                               | سيمون فيزنثال |                          |
| 1976 | البيع                                    | زعفران        |                          |
| 1977 | عملية الصاعقة                            | دكتور فايسبرج |                          |
| 1977 | هيرشيل                                   | كاناك         |                          |
| 1977 | دودا كلارا (العمة كلارا)                 | مئير          |                          |
| 1978 | دير جيهيلفي                              | موريس بوبر    | فيلم تلفزيوني            |
| 1979 | يسوع                                     | حنان          |                          |
| 1986 | أليكس هوله أهافا (أليكس مريض بالحب)      | الحاخام       | (الدور الأخير في الفيلم) |

| سنة  | عنوان         | دور        | ملحوظات              |
| ---- | ------------- | ---------- | -------------------- |
| 1973 | روكستاند      | ساكس       |                      |
| 1974 | موسى المشرع   | جيثرو      |                      |
| 1981 | سيلاس         | بارتولين   |                      |
| 1985 | ليفين وجوتمان | سامي ليفين | مسلسل ألماني 11 حلقة |

المصادر:   
1. ↑  According to the مونزينجر - أرشيف, Rodensky did not have a birth certificate and did not know his birthdate or birthplace.[3] Israeli sources list Rodensky's birth year as 1902,[4][5] while German sources give it as 1904[6] or 1906.[3]
2. ↑  Israeli and media sources list his date of death as 18 July 1989.[7]
3. ↑  According to German biographical indices, he was born in فيلنيوس.[3]

## روابط خارجية
- شموئيل رودينسكي في قاعدة بيانات الأفلام على الإنترنت
- شموئيل رودينسكي وشموئيل سيغال حول نقص المنطق الإنساني - كوميديا باللغة العبرية - 1984